# 放課後アサルト×ガールズ
『放課後アサルト×ガールズ』（ほうかごアサルトガールズ、英語サブタイトル：ASSAULT GIRLS AFTER SCHOOL）は、高田慎一郎による日本の漫画。無料ウェブコミック誌『COMIC メテオ』（アプリックス）にて2015年12月22日から2019年8月7日まで連載された。単行本は全8巻。

## ストーリー
織峰高校生徒で平凡な学生生活を送る綾子は、突然、現れた子狐によって転移させられ、クラスメイトたちを含めて強制徴募されてしまう。子狐は人型となってイズナ陸軍の諏訪原サキ少尉と名乗り、変身しなかったら、迫り来るゾンビ兵に対抗出来ないことを告げ、変身コンパクトのような「インパクト」を全員に渡して変身を迫る。綾子は皆を護るために突撃兵となり、迫るゾンビ兵・イヨガミとの戦いに身を投じるのだった。
しかし、この変身には裏があった。イズナ軍の特殊軍事技術・CCSが絡み、それを獲得せんと企む敵軍フタナが、徐々に綾子たちその物を狙い出したのだ。「中空の地球」と呼ばれる場所に飛ばされた綾子達の戦いは、次第にイヨガミから自分達の身を守るサバイバルから、機密情報を狙うフタナ軍のシュベルトライテ・ ゾネンタール大佐に身を脅かされる性質へと変化して行く。
カランタン襲撃、オペレーションポセイドンを経て孤立無援の状態から、笠森シマ中佐らイズナ軍に合流したものの、織峰高校生徒で変身した者はナノマシンで改造されたCCSと呼ばれる存在であるのが次第に明らかとなり、フタナ軍のCCS確保作戦に巻き込まれた綾子らは、遂に一部の生徒が敵に拉致されてしまう。これを奪回せんとカルピケ飛行場、更に空挺作戦まで駆使して捕虜収容所を襲撃する綾子たち。見事に捕虜奪還には成功するが、それは敵地のど真ん中を脱出する長い後退戦の始まりだった。
フタナ軍はスパイである佐古山伍長を利用して、用意周到に綾子達の行動を誘導しながら罠を誘い込む策を張り巡らし、サディストのゾネンタールは相手じわじわと苦しめるように重戦車小隊を率いて彼女らを次第に追い詰めて行く。その頃、三回死んで復活不能と思われた綾子はCCS研究所で目が覚め、CCS計画の真実を知って再び戦場へと舞い戻るのだった。そして織峰高校生徒らの最終決戦が開始された。

## 登場人物
ほとんどの登場人物は生徒を含め、軍人であるイズナ・フタナを問わず女性主体であるのが、同様に軍隊を扱った高田慎一郎の『ククルカン 史上最大の作戦』などとは違う特色である。

### 主な登場人物
卯坂 綾子（うさか あやこ）
主人公。織峰高校生徒。突撃兵を選択する。魔法少女に憧れており、最初に兵士に変身した。高所恐怖症。帰宅部。運動神経は良くないが、両親の影響で責任感と正義感が少し濃い目に育ったため、皆を護る使命感は高い。一番戦死している。髪型はアホ毛のあるポニーテール。
諏訪原 サキ（すわはら サキ）
指揮官。イズナ陸軍第8太陽系方面所属少尉（後に中尉）。ウェストポイント出身だが指揮官としての腕はポンコツ。第8地球へ派遣される予定の士官だったがフタナの襲撃で織峰高校へ出現し、綾子たちを臨時徴募してしまうが、その後は織峰高校生徒たちの指揮官として奮闘する。軍人の家系で父は第83歩兵師団長を務める軍の大物で、母は退役したが2人の兄も軍人。
綾子たちを”妹”と言うが、それは無いと返される。
犬懸 ハルカ（いぬかけ ハルカ）
織峰高校生徒。工兵を選択する。爆弾大好き。工兵隊のリーダー格で、綾子に続いて二番目に兵士となった。離婚している父子家庭でよく似た姉と妹がいる。髪型は姉妹と同じツインテール。帰宅部。
小学生の頃にリーダー格の女子から嫌がらせをうけていたが、綾子と一芝居うち解決する。綾子とは親友同士。
子林 喜代美（ねばやし きよみ）
織峰高校生徒。衛生兵を選択する。その外見（眉毛と目）と寡黙な性格で怒っていると誤解を受けやすい。綾子に好意を抱いており、匂いを嗅いだり体を触ったりセクハラを行う。綾子の治療記録は詳細に書かれている。髪型は黒髪ロング。縞パンを履いている。
善光寺 町（ぜんこうじ まち）
織峰高校生徒。偵察兵を選択する。小さな会社だが社長令嬢。全生徒唯一、徴兵前に銃を撃った経験がある。軍事知識に詳しい。笑顔で毒舌。ニーソックスを履いており、胸が大きい。狙撃専門で前線に出ないので脱げず、綾子たちに狡いと指摘されて脱がされていた。
最初は目測が正確でなかったが徐々に上達していく。
笠森 シマ（かさもり シマ）
イズナ軍第2レンジャー大隊の大隊長で中佐。非CCS。三十路を過ぎているが小学生に見える若作り。髪型は長いツインテール。カランタン戦で合流。
久我山（くがやま）
イズナ軍第2レンジャー大隊所属。非CCS。170cmを越す長身で中性的な外見をしている。下の名は不明。小隊指揮官であるらしく（先任曹長）、シマ中佐不在時に部隊指揮を執っていた。口が悪く、シマ中佐を「BBA（ババア）」呼ばわりする。
女生徒救出作戦でグライダーがクリークに水没し足を挟まれ水中に沈むが、綾子・町・ハルカに助けられる。

### 織峰高校生徒
有藤 八重子（ありとう やえこ）
突撃兵を選択する。ハルカに続いて兵士になった一人。被弾の恐怖と戦ったり、フタナによる誘拐時のトラック飛び降りなどに活躍し、カルピケ飛行場の強襲作戦にも参加する。髪型はポニーテール。陸上部。
里崎 葉月（さとざき はづき）
突撃兵を選択する。たびたび出演はしていたが、本格的に登場したのは第19話の名が判明した時からである。カルピケ飛行場強襲、空挺作戦のスカート防御、そして捕虜奪回作戦時に自ら盾となって仲間を護るなどの活躍を見せる。そのせいか、第31話ではすっかり古参扱いのベテラン兵と見做されてしまった。髪型は背中まであるロングヘア。
佐東（さとう）
綾子のクラスメイトの中で、変身を拒んでいるメンバーの代表格。戦闘員ではないので、いつも人質枠（足手まとい）になっている。下の名は不明。
鷺巣 征美（さぎす まさみ）
突撃兵を選択する。機関銃手。眼鏡っ娘であり、地味キャラだが取ると印象が変わる。
常磐木 栞（ときわぎ しおり）
突撃兵を選択する。機関銃装填手。征美とセットで登場。髪型はショートヘア。
塩谷 藍名（しおや あいな）、千々松 言実（ちぢまつ ことみ）
工兵を選択する。自動車の運転に憧れて、工兵を選択した二人。バズーカを扱えるので、工兵隊は対戦車戦闘班でもある。
伊藤 萌（いとう もえ）
突撃兵を選択する。八重子と一緒にプランAで突撃し、ゾネンタールに返り討ちに遭った少女。作戦前に「やりたくなかったなー」とぼやいていた。プランA作戦時は、死からリスポーンの必要から工兵か偵察兵を選んでおけば良かったと後悔する。髪型はショートヘア。
鳴滝 つばさ（なるたき つばさ）
工兵を選択する。第6話から登場。工兵が3人しかいないので、工兵になったと語る。
弓岡 里見（ゆみおか さとみ）
衛生兵を選択する。プランA作戦決行前に、自爆前提の作戦に反対するも同調圧力に負けてしまった。
石川 瑞希（いしかわ みずき）
衛生兵を選択する。プランA作戦に参加。
野田 麻理子（のだ まりこ）
突撃兵を選択する。プランA作戦に参加。
堤 陽奈子（つつみ ひなこ）
突撃兵を選択する。葉月と並んで古参だが、特徴的な行動や台詞がないので目立たない。
国東 まき（くにさき まき）
突撃兵を選択する。フタナ軍捕虜となりゾネンタールに射殺されて、アジトのテレターミナルが使用不可なのをサキに伝える。
弓岡 里美（ゆみおか さとみ）
衛生兵を選択する。フタナ軍の捕虜として人質にされていた。
益城 あい（ますぎ あい）
偵察兵を選択する。まき同様、フタナ軍の捕虜として人質にされていた。
曾我部 凜（そがべ りん）
突撃兵を選択する。まき同様、フタナ軍の捕虜として人質にされていた。
魚島 りえ（うおじま りえ）
突撃兵を選択する。学級委員長。まき同様、捕虜になっていたが、人質として利用しようとしたフタナ兵に「無駄よ。私は一人目」と言い放つ。

### イズナ軍関係者
諏訪原 ヤジロ（すわはら ヤジロ）
少将。サキの父親。第83歩兵師団長。軍では絶大な影響力を持つらしいが、親バカである。
諏訪原 キョウゾウ（すわはら キョウゾウ）
サキの下の兄。戦闘機パイロットで女生徒救出作戦時に上空からの陽動作戦に参加し、匍匐前進で潜入するサキ達の手助けをする。父親と同じくサキのことを思っており、作戦終了後にサキの元に駆け付ける。
鵠沼（くげぬま）
少佐。第101空挺師団所属。シマとCCSの今後のことを相談していた。
三咲（みさき）
イズナ兵。久我山の部下。二等軍曹。サポート役で迫撃砲の指揮を執る。
市原 ツカサ（いちはら ツカサ）
大尉。陸軍省参謀第1部編成動員課所属。諏訪原将軍の使い。
栄 フジミ（さかえ フジミ）
イズナ第14軍兵器管理中隊所属の二等兵。実際はOSS（戦略諜報局）所属で二重スパイのふりをしていた。CCSは使わず生身で行動している。
萩尾（はぎお）
101師団501連隊所属の空挺隊中尉。大幅に前倒しになった作戦をシマ中佐に説明した。

### フタナ軍関係者
シュヴァルトライテ・ゾネンタール
フタナ軍大佐。サディストで潜入してきた綾子たちをじわじわと追い詰める、。
メガネ兵
ゾネンタールの部下。姓名不明。狐耳を付けイズナ兵に化けて工作員をしていた。

### CCS関係者
竹駒（たけこま）
高等研究運営局（AROA）のナノマシン技術研究室（NTO ）所属のCCSの開発者。ナノマシンによる人体の強化技術について設計・開発を行った。
草戸 ミタマ（くさど ミタマ）
高等研究運営局（AROA）のナノマシン技術研究室（NTO）所属のCCSの開発者。素体をリモート操作するAROAINETの設計・開発を行った。眼鏡っ娘。博士号持ち。
佐古山（さこやま）
イズナ軍第14軍所属。伍長。第14軍を離れCCS関連の任務に就いていたが、栄に撃ち殺される。旧システムを使っていたためか他のCCSと違って遺体は消えないらしく、砂漠で綾子らに目撃されている。CCSの情報を持ってゾネンタール大佐を通じてフタナに亡命しようとしている。

### イズナ関係者
半田（はんだ）
第8地球へ派遣される予定だった外交官。イヨガミの襲撃からサキと共に逃走したが、途中ではぐれて消息不明。
後に第8地球の日本に無事到着していたのが確認され、地球側との折衝で織峰高等学校生徒に対するマスコミの取材攻勢をシャットアウトさせている。

### 織峰高校生徒関係者
卯坂 貴一（うさか きいち）
綾子の父親、元高校球児の自動車修理工。特撮ヒーロー好き。娘を自分の趣味に染めようとする。
卯坂 智代（うさか ともよ）
綾子の母親、医療事務。家事が苦手で何割かを娘に回した。夫の企みを阻止し、娘を日曜朝の女児アニメ好きにさせる。
卯坂 勝（うさか まさる）
綾子の弟。
犬懸 みき（いぬかけ みき）
ハルカの母親、夫とは離婚している。昭和50年（1975年）年9月15日生まれ。離婚後も東京に残る。
ハルカの父親
名前は不明。脱サラして夢であったレストラン・春夏秋冬を始める。そのことがきっかけで妻・みきと離婚し、三姉妹を引き取る。レストランは3年で閉店となる。
ハルカの帰還後、元妻・みきの口利きで融資を受けられることになり、再度レストランを開く予定であることが示唆される。
犬懸 ナツノ（いぬかけ ナツノ）
ハルカの姉、ツインテールでハルカと似ている。県外の高校に進学する。
犬懸 アキネ（いぬかけ アキネ）
ハルカの妹、ツインテールでハルカと似ている。
善光寺 京子（ぜんこうじ きょうこ）
町の母親。重い病を患っているよう示唆される。
帰還後、京子は大変な病気を患っていたが治療が成功したことが明かされる。
町の父親
名前は不明。妻・京子の病理検査の結果が分かる前日に悲しみに暮れ、涙を流す。

## 兵科
CCSになった者が選べる兵科。いったん決めたら変更は許されない。基本的な能力として、全員に「偏向シールド」が与えられているが、何発か命中するとシールドが切れて服が脱げる 。しかし、頭部にはシールドの保護がない。脳内にマニュアルがインストールされており、兵科に必要な最低限の基本技術が直ちに使えるようになっている。また、インパクトに不要な装備を格納して、好きな時に取り出せる。
突撃兵と衛生兵は三つの命を持ち、死んでもリスポーン（復活）して復帰が可能であるが、三回死ぬと本当に死亡する。復活はデジタルコンストラクターを持つ指揮官の周囲か、設置したテレターミナルの付近を選択出来る。遺体は抜け殻として残り、60秒で異空間に送られて消失するが、その間は弾除けの障害物として利用可能。そのためリスポーンして生き返った直後には、自分の遺体を目にすることになる。損傷した身体は12時間毎に再生される。
突撃兵（アサルト）
綾子が「一番強くて、頑丈な」ので選んだ兵科。一日に使える命は三つ。攻撃のエキスパートで一番、基本的な兵科であるため、クラスメイトで突撃兵を選んだ者が一番多い。
装備：小銃。拳銃。手榴弾。機関銃（オプション）。
工兵（エンジニア）
ハルカが選んだ兵科。爆破と建築のエキスパート。命は一つしかないが、インパクトの容量が大きく、3トンもの物資をデジタル圧縮して持ち運べる。さらにリソースを元に様々な品を生成可能である。自動車運転やバズーカの操作など、他兵科にはない特徴がある。
装備：小銃。拳銃。手榴弾。バズーカ。爆破装備一式。地雷。対戦車障害物（オプション）。建材（オプション）。ジープ（オプション）。
偵察兵（スカウト）
町が選んだ兵科。野戦での監視活動、斥候、追跡のエキスパート。命は一つ。狙撃兵でもあるが、所持武器の性質からインファイトには弱い。
装備：狙撃銃。拳銃。双眼鏡。無線機。
衛生兵（メディック）
喜代美の選んだ兵科。医療のエキスパート。命は三つ。医療に専念するので基本的には非武装。代わりに救急包帯、モルヒネなどを多数所持している。士気を下げぬため、他のCCSから見て不明瞭に細工されている銃創など傷の様子が明瞭に見える。
装備：医薬品。救急包帯。モルヒネ。医療用具。
指揮官（コマンダー）
CCSの集団を指揮する司令塔で、腕時計型の端末デジタルコンストラクターを使って、リアルタイム表示の立体地図を使い、部隊を指揮する。
装備：サブマシンガン。拳銃。手榴弾。デジタルコンストラクター。

## 用語
第5太陽地球（第5地球）
異次元空間、並行世界に存在する地球。サキたちの国イズナと、敵国フタナが存在する世界。同盟国としてシエジーがある。
第8太陽地球（第8地球）
綾子達の「日本」が存在する地球。
中空の地球
並行世界の地球。物語の主な舞台。カランタンやアイントホーフェン等の。欧州地方の実在地名がある。
80年くらい前に発見された、当時の第5地球と全く同じ形で存在していた。第1次調査隊が全滅したため立ち入り禁止となった。綾子たちは抗体を持っているため問題無いが、イズナ国の人々はワクチンを打って来ている。後に調査隊の全滅やワクチンはフェイクだと明らかになる。
イズナ
サキたちの所属国。キツネの国らしく、住人にはキツネ耳がある。地図上ではアメリカの位置に描かれる。軍事装備はWW2の連合軍系である。
フタナ
サキたちの敵国。地図上ではヨーロッパ付近に位置している。軍事装備はWW2の旧枢軸系。フタナのキツネに対して、こちらの住人はタヌキである。
イズナやフタナの人間は極度の恐怖や緊張が限界を超えると人の姿からイズナの人間はキツネ、フタナの人間はタヌキの姿になってしまう。これは恥ずべきこととされている。
シエジー
イズナの同盟国。地図上ではイギリスの位置に描かれる。
福岡県立織峰高等学校
綾子たちの通う高校。状況から見て女子校。
インパクト
人間をCCS（強化兵）にするツール。イズナの伝統的意匠デザインだが。見た目は魔法少女の使うコンパクトそっくりである。所有物を収納出来、メンテナンスも自動で行ってくれる。
CCS（Circulatory Carbon Soldiers、サーキュレイトリィ・カーボンソルジャー）
強化兵。種別は突撃兵（アサルト）、工兵（エンジニア）、偵察兵（スカウト）、衛生兵（メディック）、の四種がある。
兵科によっては複数の命があるが、サキによる説明から当初は人体のDNAフルコピーによる予備の完全なる人体が用意されることで死んでも生き返る、と思われていた。
実際は登録者の人体はCCSを統合管理するAROAに転送され、代わりに人体のDNAフルコピーによって作成された素体をAROAからリモートで操作する。登録者はリモート操作をしていることに気が付くことはほぼなく（応答速度は100ナノ秒ほど）、素体を自分の体と認識する。人体のDNAフルコピーで作られた素体は命の数だけ作成され、死んだ素体はAROAにて12時間かけて回復される。このようなシステムのため、たとえ命の数だけ死んだとしても素体がすべて使えない状態になるだけで、登録者が死ぬことはない。これらの事実は開発者などごく一部の人間しか知らず、イズナ本国にすら正しい情報を知らせていない。
まだ臨床段階の技術とされるが、サキは実用段階となったと思い込んで独断で綾子たちをCCS化してしまった。しかしそのサキ自身も自分も知らない間にCCS化されていた。
テレターミナル
チェスの駒のような形をしたイズナのテレポート機器。物質をターミナル間で移送するが、物語の中では故障していたり、フタナの工作で機能不全に陥っていることが少なくない。
イヨガミ
フタナの軍事技術。泥人形を実体化させて戦わせる一種のゴーレム。外見がゾンビ風になり、「ウガウガ」と喚くのが欠点。自己判断能力は低い。

## 装備

### イズナ軍
M1ガーランド
イズナ軍の基幹小銃。綾子他、突撃兵や工兵の主力火器として一般的に使用されているセミオートライフル。第1巻の表表紙に記された欠点の他、「弾倉クリップで指を挟んだ」とか、生徒たちの間での評判は良くない。
スプリングフィールドM1903小銃
偵察兵の狙撃銃。銃床の形から、スコープ付きのM1903A4を使用しているようだ。ボルトアクションで連射が効かないが、町はこれで迫撃砲弾を直撃している。
トンプソンM1短機関銃
サキの愛銃。引金を引き続けるだけで連射可能なので、綾子やハルカから羨ましがられている。
ブローニングM1919重機関銃
征美と栞が操作する重機関銃。支援火器は綾子の小隊に、どうやらこれ1挺しか配備されていない模様で虎の子である。
ブローニングM1918自動小銃
シマ中佐の愛銃。分隊支援火器だが予備軍時代からの相棒で、「お前たちより、付き合いは長い」銃らしい。
1911A1
拳銃。一応、全兵科が携帯しているが補助火器なので戦闘には余り登場しない。一番戦闘に使用しているのは栄である。佐古山も竹駒たち射殺に使用した。
M9A1
バズーカ砲。ハルカの主力武器で機銃座や、戦車を吹っ飛ばしている。しかし、第5巻表紙に記されたように弾薬に欠点があり、ハルカは危うく死にかけた。
M2 60mm 迫撃砲
軽迫撃砲。三咲が捕虜奪回作戦の支援として、敵基地を砲撃する。
マークII手榴弾
イズナ軍の手榴弾。攻撃のみならず、第6話ではダイナマイト漁。第28話では自爆にも使われた。
ステンMk.II
レジスタンスが装備する短機関銃。
ジープ
小型四輪駆動車。種類は「MBウイリス・ジープ」だと思われる。これを運転出来ることが、2名が「工兵」兵科を選んだ原因である。装甲が皆無のソフトスキンなので度々、被弾で壊される。捕虜奪還作戦では分解したジープを組み立てて、脱走に使用した。
GMCカーゴトラック
六輪の輸送車両。イズナ兵に化けたメガネ兵らが使用する。ドア付きの前期型とドアなしの後期型が混在している。
C-47スカイトレイン
捕虜奪回作戦時にグライダーの曳航、綾子たちの空挺降下に使われた輸送機。
ワコーCG-4A
捕虜奪回作戦でレンジャー部隊17名を詰め込んだ（ちなみに定員は13名）、軍用グライダー。着地に失敗して大破した。
P-51D マスタング
イズナ軍の戦闘機。捕虜収容所の上を牽制のために飛び回った。ノーズアートからサキの兄が乗っていたらしい。
M1ヘルメット、M-43ジャケット
イズナ軍が着ている軍服。しかし、綾子たちはヘルメットを着用せず、ジャケットの下はズボンではなくスカートで「なんで私たちスカートのままなんだろ」と、綾子に疑問を抱かせた。このため綾子たちのパンチラ率は高くなっている。なお、シマ中佐も下はスカートである。
SCR-300/BC1000
短距離通信機。カランタン攻略に際して後方拠点へ置いていったが、通信可能距離は4.8kmだったので、17km先のカランタンには届かないミスを犯した。
RPG-7、M-16シリーズ小銃など
草戸らから栄へ送られた現代兵器。しかし、 中空の地球に散布されていたナノマシンの影響で分解されて砂になってしまった。サキ曰く「これが旧時代の武器を使わないといけない理由」で、中空の地球にはかつてナノマシン戦争があり、その影響である時代以後に作られた装備はナノマシンの作用で分解してしまうからである。
M4中戦車
イズナ軍第3機甲師団所属。75ミリ砲装備型。援軍として現れたが活躍シーンはなし。

### フタナ軍
Kar98k
フタナ軍の基幹小銃。当然、イヨガミの主な装備であり、ボルトアクションで発射速度が遅い点が、綾子たちの生存率を上げている。鹵獲兵器として三咲らも使用した。狙撃銃仕様もある。
MP40
フタナ軍の短機関銃。下士官装備で携行する兵は少ない。メガネ兵が綾子の膝を撃ち抜いた銃。
StG44
フタナ軍の突撃銃。第17話で久我山が使用した鹵獲兵器。セミ・フル切り替え式で連射可能だが、新型銃なのでフタナ軍にも余り出回っていない。
MG34、MG42
フタナ軍の汎用機関銃。MG34は戦車の前方機銃。制圧射撃にしばしぱ釘付けになる。八重子が初めて被弾した原因。
ルガーP08
フタナ軍の拳銃。ゾネンタールが戯れに綾子を撃ち殺した銃。
Kz 8 cm GrW 42
フタナ軍の中迫撃砲。イヨガミが第12話のカランタン襲撃の際に使用した。
M24型柄付手榴弾
フタナ軍の手榴弾。第28話で綾子が自分を盾にして、最後の体を失った原因。
V号戦車パンターA
フタナ軍の中戦車。第3巻から第4巻にかけて、綾子たち最大の難関として立ち塞がる敵。火力・防御力、共に高く、仕留めるのにバズーカ5発を必要とした。
キューベルワーゲン
フタナ軍の軽車両。カルピケ飛行場強襲時に敵から奪ったが、4人乗りなのに9人乗りと言う無茶を行っている。捕虜奪回作戦時には追跡車両として登場するが、町の狙撃でタイヤを撃ち抜かれ、横転する。
ユンカースJu 52
非CCSの生徒たちを、カルピケ飛行場から捕虜収容所へ運んだ三発輸送機。
VI号戦車ティーガーI
第8巻に登場する重戦車。1個小隊（3両）が動員され、ゾネンタールが指揮を執ってサキたちを追い詰めるが、綾子の活躍とハルカの奇策によって撃破される。

### 日本
制服
織峰高等学校の制服。半袖の夏服。ブラウスとタータンチェックのミニスカートの組み合わせ。インパクトに収納されている。
携帯
スマートフォン。しかし、中空の地球では圏外なので、使える機能は録音や再生。写真機能だけであり、日本の風景を見た者の郷愁を呼び起こしてしまった。
ピーノ、ガール、ピザポテチ
スナック菓子。ピーノは転移前に確保していた綾子のおやつ。ハルカはガール派で、幼いころにピザポテチと共に食する回想シーンが描かれており、帰還後には土産として母からプレゼントされるシーンもある。
第1巻巻頭では綾子がピーノと、第2巻巻頭ではハルカがガールと一緒にパッケージングされている。
BABY CHOCO
第4巻巻頭で喜代美と一緒にパッケージングされている。
芋けんぴ、カレーライス
第5巻巻頭で町と一緒にパッケージングされている。

### 不明
砂漠のきつね、ル・マン
第3巻巻頭でサキが砂漠のきつねと、第6巻巻頭でシマがル・マンと一緒にパッケージングされている。

## 単行本
- 高田慎一郎『放課後アサルト×ガールズ』、発行：フレックスコミックス / 発売：ほるぷ出版 〈メテオCOMICS〉、全8巻
  1. 2016年4月20日初版第1刷発行（同日発売）、ISBN 978-4-593-85831-6
  2. 2016年9月20日初版第1刷発行（2016年9月12日発売）、ISBN 978-4-593-85842-2
  3. 2017年3月20日初版第1刷発行（2017年3月11日発売）、ISBN 978-4-593-85856-9
  4. 2017年9月20日初版第1刷発行（2017年9月12日発売）、ISBN 978-4-593-85868-2
  5. 2018年3月20日初版第1刷発行（同日発売）、ISBN 978-4-86675-000-2
  6. 2018年9月20日初版第1刷発行（同日発売）、ISBN 978-4-86675-026-2
  7. 2019年3月20日初版第1刷発行（同日発売）、ISBN 978-4-86675-054-5
  8. 2019年9月20日初版第1刷発行（2019年9月12日発売）、ISBN 978-4-86675-073-6

## サブタイトルリスト
| 巻数  | 話数   | サブタイトル                      | 掲載                                         |
| ----- | ------ | --------------------------------- | -------------------------------------------- |
| 第1巻 | 第1話  | 突撃兵アヤコ                      | COMICメテオ 2015年12月、2016年1〜3月         |
| 第1巻 | 第2話  | 三つの命！ みんなを守れ           | COMICメテオ 2015年12月、2016年1〜3月         |
| 第1巻 | 第3話  | 目的地消失！ 敵に備えろ           | COMICメテオ 2015年12月、2016年1〜3月         |
| 第1巻 | 第4話  | 助けを呼ぶ声！ 仲間を追え         | COMICメテオ 2015年12月、2016年1〜3月         |
| 第2巻 | 第5話  | 遥かなる原隊！ 二人を捜せ         | COMICメテオ 2016年6月〜9月                   |
| 第2巻 | 第6話  | 反撃への道！ 夜通し歩け           | COMICメテオ 2016年6月〜9月                   |
| 第2巻 | 第7話  | 十字砲火！ 射線を越えろ           | COMICメテオ 2016年6月〜9月                   |
| 第2巻 | 第8話  | 敵はその中に！ 目標を爆発しろ     | COMICメテオ 2016年6月〜9月                   |
| 第3巻 | 第9話  | 長い帰りの道！ カランタン防衛     | COMICメテオ 2016年11月、12月、2017年1月、2月 |
| 第3巻 | 第10話 | 謎の兵隊！ 援軍を待て             | COMICメテオ 2016年11月、12月、2017年1月、2月 |
| 第3巻 | 第11話 | 孤立した分隊！ 足並みを揃えろ     | COMICメテオ 2016年11月、12月、2017年1月、2月 |
| 第3巻 | 第12話 | 脱出の道なし！ 後方撹乱せよ       | COMICメテオ 2016年11月、12月、2017年1月、2月 |
| 第4巻 | 第13話 | 火の玉特急！ 戦車を止めろ         | COMICメテオ 2016年12月、2017年1〜5月         |
| 第4巻 | 第14話 | 戦場をかける！ 情報を伝えろ       | COMICメテオ 2016年12月、2017年1〜5月         |
| 第4巻 | 第15話 | 戦車対歩兵！ 隘路に誘え           | COMICメテオ 2016年12月、2017年1〜5月         |
| 第4巻 | 第16話 | 降伏よりも死を！ 鋼を貫け         | COMICメテオ 2016年12月、2017年1〜5月         |
| 第4巻 | 第17話 | ならず者部隊！ 海を目指せ         | COMICメテオ 2016年12月、2017年1〜5月         |
| 第5巻 | 第18話 | 戦友の生命！ クラスをまとめろ     | COMICメテオ 2017年10月〜12月、2018年1月      |
| 第5巻 | 第19話 | 戦場の悪夢！ 事実を掴め           | COMICメテオ 2017年10月〜12月、2018年1月      |
| 第5巻 | 第20話 | 敵スパイ潜入！ 目的を聞き出せ     | COMICメテオ 2017年10月〜12月、2018年1月      |
| 第5巻 | 第21話 | 敵中横断！ 離陸を阻止しろ         | COMICメテオ 2017年10月〜12月、2018年1月      |
| 第6巻 | 第22話 | 将軍と兵隊！ 内偵を進めろ         | COMICメテオ 2018年3〜6月、8月                |
| 第6巻 | 第23話 | 秘密命令！ 敵地に潜入せよ         | COMICメテオ 2018年3〜6月、8月                |
| 第6巻 | 第24話 | 暗い長い夜！ 飛行機から跳べ       | COMICメテオ 2018年3〜6月、8月                |
| 第6巻 | 第25話 | 沈黙の戦場！ 収容所を探れ         | COMICメテオ 2018年3〜6月、8月                |
| 第6巻 | 第26話 | 射てない兵隊！ 捕虜を救え         | COMICメテオ 2018年3〜6月、8月                |
| 第7巻 | 第27話 | 第9捕虜収容所！ 尋問に耐えろ      | COMICメテオ 2018年10月〜12月、2019年1月      |
| 第7巻 | 第28話 | 爆発一秒前！ 味方と合流しろ       | COMICメテオ 2018年10月〜12月、2019年1月      |
| 第7巻 | 第29話 | 生と死の間！ 現在地を把握せよ     | COMICメテオ 2018年10月〜12月、2019年1月      |
| 第7巻 | 第30話 | 最後の狙撃兵！ 敵を撃て           | COMICメテオ 2018年10月〜12月、2019年1月      |
| 第7巻 | 第31話 | 人間狩り！追跡者をかわせ          | COMICメテオ 2018年10月〜12月、2019年1月      |
| 第8巻 | 第32話 | 小さな義勇兵！ 国境へ向かえ       | COMICメテオ 2019年3、5、6、8月               |
| 第8巻 | 第33話 | 一つの命！ アヤコを守れ           | COMICメテオ 2019年3、5、6、8月               |
| 第8巻 | 第34話 | 逆転！ ひたすらに走れ             | COMICメテオ 2019年3、5、6、8月               |
| 第8巻 | 第35話 | ブライアーローズ作戦！ 包囲を破れ | COMICメテオ 2019年3、5、6、8月               |
| 第8巻 | 最終話 | さらば戦場！                      | COMICメテオ 2019年3、5、6、8月               |